# Сидоров, Александр Викторович
Александр Викторович Си́доров (род. 28 июля 1990 года в Бухаре, Узбекская ССР, СССР) — узбекистанский профессиональный игрок в русский бильярд, мастер спорта Узбекистана международного класса. Чемпион мира 2016 года в дисциплине «комбинированная пирамида». В последние несколько лет является одним из ведущих игроков мира в русский бильярд (в том числе ведущим узбекистанским бильярдистом).

## Биография и карьера
Александр начал играть в бильярд в 8 лет и был самоучкой. Начал играть небольшие коммерческие матчи (на деньги) уже с 12 лет, а к 17-летнему возрасту стал одним из сильнейших бильярдистов Узбекистана (в частности, дважды выиграв взрослый чемпионат Бухарской области). В те же 17 лет Александр, накопив заработанные на выигранных турнирах призовые, решился переехать в Москву, чтобы получить лучшие возможности для повышения своего уровня игры и перехода в профессионалы. Первое время ему приходилось совмещать бильярд с работой в автосервисе, но спустя примерно год он стал получать достаточные для жизни деньги и на одном бильярде, играя коммерческие встречи сначала в Москве, а затем и в Санкт-Петербурге. Среди дальнейших событий спортивной карьеры Сидорова до момента его прорыва в число лучших игроков мира можно отметить дебютные участия в «Кубке Кремля» (2010 год) и чемпионате мира (2011 год).
Очень большая известность в бильярдных кругах пришла к Александру только в 2012-м, когда он принял участие в кубке клуба «Империя» в московской пирамиде и сенсационно победил там (в турнире принимали участие ряд лучших профессиональных игроков того времени). Известен также факт, что после этой победы на Сидорова неожиданно обратил внимание Григорий Лепс, который является большим любителем бильярда, и пригласил с собой в гастрольное турне, чтобы обучиться тонкостям игры. Александр согласился, из-за чего ему пришлось пропустить несколько недель и турниров, однако впечатления от знакомства и путешествия с певцом у него остались положительные.
Фактически с победы на кубке Империи в 2012 началась полноценная профессиональная карьера узбекистанца, несмотря на то, что большое внимание он по-прежнему уделял неофициальным коммерческим матчам. В 2013 году он защитил титул победителя «Империи» и выиграл несколько других крупных турниров, в том числе «Киров-миллион», где в финале обыграл Александра Паламаря.
В 2014 году Сидоров в третий раз подряд вышел в финал кубка Империи, но в решающем матче и решающей партии проиграл Сергею Крыжановскому. В том же году он становится чемпионом этапа кубка мира (с общим числом участников этапа в 136 человек), полуфиналистом чемпионата мира в комбинированной пирамиде и даже победителем одного из последних профессиональных турниров в дисциплине «классическая пирамида».
Самым большим достижением в карьере для Александра Сидорова, после которого к нему пришёл новый виток известности, стала его первая победа на мировом первенстве (в комбинированной пирамиде) в 2016 году в Казахстане: на пути к титулу он обыграл, в том числе, действовавшего чемпиона в этой дисциплине казахстанца Алибека Омарова и ещё одного представителя этой страны, Арби Муциева (в финале со счётом 6:2).
Последняя (на данный момент) большая победа Александра произошла в 2017 году на Кубке Кремля, где он прошёл таких игроков, как Сергей Крыжановский, Дмитрий Белозёров и Азиз Мадаминов, а в финале, проводившемся в экспериментальном формате комбинированной пирамиды, обыграл Размика Варданяна со счётом 30:15. В последующие годы Сидоров в целом продолжил показывать стабильно высокие результаты (например, полуфиналы «Кубка Кремля» в 2018 и «Кубка Саввиди» в 2019 годах) и до настоящего времени остаётся одним из сильнейших бильярдистов мира.
В бильярдных кругах Александр известен, среди прочего, своим подчёркнуто сдержанным (уважительным) поведением во время матчей и «сдержанным» же стилем игры — то есть хорошим уровнем владения отыгрышами и крайне небольшим процентом рискованных атак. Своей любимой дисциплиной он называет московскую пирамиду.
Проживает в Хабаровске.

## Наиболее значимые достижения в карьере
- Чемпион мира (комбинированная пирамида) — 2016
- Чемпион «Кубка Кремля» (комбинированная пирамида) — 2017
- Чемпион «Кубка Империи» — 2012 (московская пирамида), 2013 (комбинированная пирамида)
- Финалист «Кубка Империи» (комбинированная пирамида) — 2014
- Чемпион турнира «Киров-миллион» (московская пирамида) — 2013
- Чемпион этапа кубка мира («Prince Open», комбинированная пирамида) — 2014
- Финалист «Кубка Саввиди» (московская пирамида) — 2017
- Финалист кубка мира («Longoni-Russa», динамичная пирамида) — 2015
- Финалист зимнего этапа турнира «NORD LIGHT VOLOGDA» (комбинированная пирамида) — 2013
- Чемпион турнир на призы Сагида Муртазалиева (московская пирамида) — 2013
- Чемпион 2 этапа турнира «I Всероссийский фестиваль национальных и неолимпийских видов спорта» (классическая пирамида) — 2014
- Чемпион открытого кубка г. Кропоткин (московская пирамида) — 2016